# Tuřany (district de Cheb)
Pour les articles homonymes, voir Tuřany.
Tuřany (en allemand : Thurn) est une commune du district de Cheb, dans la région de Karlovy Vary, en République tchèque. Sa population s'élevait à 149 habitants en 2020.

## Géographie
Tuřany se trouve à 11 km à l'est de Cheb, à 30 km au sud-ouest de Karlovy Vary et à 137 km à l'ouest de Prague.
La commune est limitée par Odrava au nord, par Kynšperk nad Ohří à l'est, par Milíkov et Okrouhlá au sud, et par Cheb à l'ouest.

## Histoire
La première mention écrite de la localité date de 1352.